# Carlos Mozer
Carlos Mozer (Rio de Janeiro, 19 september 1960) is een voormalig Braziliaanse voetballer.

## Carrière
Carlos Mozer speelde tussen 1980 en 1996 voor Flamengo, Benfica, Olympique Marseille en Kashima Antlers.

## Braziliaans voetbalelftal
Carlos Mozer debuteerde in 1983 in het Braziliaans nationaal elftal en speelde 32 interlands voor zijn vaderland.
1 Taffarel ·
2 Jorginho ·
3 Ricardo Gomes  ·
4 Dunga ·
5 Alemão ·
6 Branco ·
7 Bismarck ·
8 Valdo ·
9 Careca ·
10 Paulo Silas ·
11 Romário ·
12 Acácio ·
13 Carlos Mozer ·
14 Aldair ·
15 Müller ·
16 Bebeto ·
17 Renato Gaúcho ·
18 Mazinho ·
19 Ricardo Rocha ·
20 Tita ·
21 Mauro Galvão ·
22 Zé Carlos ·
Coach: Lazaroni